# Леоницький Сергій Дем'янович
Сергі́й Дем'ян́ович Леони́цький, в тексті Указу — Леонідський (нар. 5 (18) липня 1909 — пом. 12 лютого 1990) — радянський військовик часів Другої світової війни, стрілець 2-го стрілецького батальйону 1239-го стрілецького полку 373-ї стрілецької дивізії, рядовий. Герой Радянського Союзу (1945).

## Життєпис
Народився в селі Чернечому Балтського повіту Подільської губернії (нині — Балтський район Одеської області) в селянській родині. Українець. Здобув початкову освіту. Працював у колгоспі.
До лав РСЧА призваний у 1940 році. Учасник німецько-радянської війни з червня 1941 року. Воював на Південно-Західному фронті. Потрапив у оточення й полон. Після втечі з полону повернувся до рідного села.
Вдруге призваний до лав РСЧА 28 березня 1944 року польовим військкоматом 53-ї армії. Воював у складі 1239-го стрілецького полку 373-ї стрілецької дивізії на 2-му та 1-му Українських фронтах.
Особливо відзначився під час Сандомирсько-Сілезької наступальної операції. 25 січня 1945 року при форсуванні річки Одер поблизу населеного пункту Юнефернзель Бреславського повіту Німеччини (нині — Польща), перебуваючи під шквальним артилерійсько-мінометним і кулеметним вогнем супротивника, влучним вогнем з ручного кулемета відбивав ворожу контратаку, знищивши 75 солдатів і офіцерів, а решту змусив відступити. Після цього одним з перших форсував Одер, увірвався до ворожих траншей, в рукопашному бою багнетом і гранатами знищив 25 німецьких солдатів і 2 офіцерів. Просуваючись вперед, гранатами знищив 3 кулеметних точки з обслугою, в результаті чого стрілецька рота швидко й з незначними втратами захопила плацдарм на західному березі. протягом дня брав участь у відбитті трьох контратак супротивника, знищивши з кулемета ще 18 солдатів ворога.
28 січня 1945 року в наступальному бою поблизу Бреслау отримав важке кульове поранення в праву ногу, внаслідок якого ногу довелось ампутувати. Інвалід війни 2-ї групи.
Після виходу зі шпиталю в 1946 році демобілізований. Повернувся в рідне село. Згодом переїхав до Одеси, де й помер 12 лютого 1990 року.

## Нагороди
Указом Президії Верховної Ради СРСР від 10 квітня 1945 року за зразкове виконання бойових завдань командування на фронті боротьби з німецькими загарбниками та виявлені при цьому відвагу і героїзм, рядовому Леонідському Сергію Дем'яновичу присвоєне звання Героя Радянського Союзу з врученням ордена Леніна і медалі «Золота Зірка» (№ 6916).
Також був нагороджений орденами Вітчизняної війни 1-го ступеня (11.03.1985), Червоної Зірки (06.11.1947) і медалями.